# Ehud Barak
Ehud Barak (en hebreo, אֵהוּד בָּרָק) (Mishmar HaSharon, 12 de febrero de 1942) es un político israelí. Fue el décimo primer ministro de Israel, desde 1999 hasta 2001. Fue líder del Partido Laborista hasta enero de 2011. También ocupó los puestos de ministro de Defensa y vice primer ministro bajo Ehud Ólmert y Benjamín Netanyahu del 2007 a 2013.
Barak fue comandante en jefe de las Fuerzas de Defensa de Israel de 1991 a 1995. Fue el soldado más condecorado en la historia de Israel junto con otros dos militares. Es licenciado en física, matemáticas y economía de la Universidad Hebrea de Jerusalén y la Universidad de Stanford.

## Carrera militar
Barak ingresó en las Fuerzas de Defensa de Israel en 1959 y sirvió allí durante 35 años, llegando a desempeñar el cargo de Ramatcal (Comandante en Jefe) y a poseer el rango de Teniente General, el más alto del ejército israelí. Durante su servicio como comando, Barak participó en una misión secreta (operación Primavera Juvenil, Beirut, 1973) en la cual se disfrazó de mujer para infiltrarse entre terroristas. Le concedieron la Medalla por Servicio Distinguido y otras cuatro condecoraciones por el coraje y la eficiencia operacional. Se le considera el soldado más condecorado de la historia de Israel.
Barak obtuvo la licenciatura en Física y Matemáticas por la Universidad Hebrea de Jerusalén en 1976, y un máster en sistemas ingeniero-económicos en 1978 por la Universidad Stanford en Palo Alto, California.

## Trayectoria política
En política, desempeñó los cargos de Ministro del Interior (1995) y Ministro de Asuntos Exteriores (1995-1996). Ganó su escaño en la Knesset en 1996, donde era miembro de asuntos exteriores de la Knesset y el Comité de Defensa. En 1996, Barak se convirtió en el líder del Partido Laborista.

## Primer ministro (1999-2001)
Ehud Barak fue elegido primer ministro de Israel el 17 de mayo de 1999 y cesó en dicho cargo el 7 de marzo de 2001 tras perder las elecciones en favor de Ariel Sharón.
El mandato de Barak como primer ministro tuvo varios acontecimientos notables, la mayor parte de ellos polémicos:
- Formó una coalición con el partido ultraortodoxo Shas, después de que Barak prometiera "el fin de la corrupción" producida a los partidos religiosos.
- Meretz dejó la coalición después de que acordaran los poderes otorgados a un secretario del Shas en el Ministerio de Educación.
- La retirada del sur de Líbano.
- La recuperación de los cuerpos de tres soldados israelíes asesinados por Hezbolá, ayudado por fuerzas de pacificación de las Naciones Unidas.
- Negociaciones de paz con Siria.
- La aprobación de la ley que otorga un estatuto especial a los judíos ultraortodoxos para permitir su exención del servicio militar.
- La Cumbre de Paz de Camp David de 2000, que podía haber resuelto el conflicto palestino-israelí, pero sin éxito. Barak, el príncipe Bandar de Arabia Saudí y el presidente estadounidense Bill Clinton echaron la culpa a Yasser Arafat. Barak afirmó que había expuesto "las verdaderas intenciones de Arafat". Más tarde, Barak fue acusado por políticos israelíes de izquierda de acabar con el movimiento pacifista israelí por haber presentado a Arafat como "un detractor de la paz".
- El inicio de la segunda intifada, la de Al-Aqsa.
- La matanza de 13 árabes israelíes por parte de la policía, y el posterior asesinato de un civil judío israelí por una muchedumbre árabe, en los disturbios de octubre de 2000.
- Las conversaciones de Taba con el gobierno de la ANP, después de que su mandato hubiese terminado.

## Actividades posteriores
Después de su derrota en 2001, Barak renunció a su escaño en la Knesset y ha estado varios años al margen de la política. Durante ese período se ha dedicado a los negocios. Se ha divorciado de su mujer, Nava. Anunció a principios de 2005 que se postularía para liderar el Partido Laborista de nuevo. Sin embargo, para contrarrestar la candidatura de Benjamín Netanyahu a la presidencia del Likud, a finales de agosto de 2005 instó a todos los líderes laboristas a apoyar a Shimon Peres, si bien fue finalmente Amir Péretz quien se hizo con el liderazgo del partido, derrotando a Peres.
En enero de 2007 anuncia que se presentará nuevamente como candidato al liderato de su partido, con una carta pública en la que reconoce sus errores e inexperiencia durante su paso por el cargo de primer ministro. El 28 de mayo obtiene el 39% de los votos, quedando en primer lugar, pero requería del 40% del respaldo, por lo que se fuerza una segunda ronda contra Ami Ayalon que se ubicó segundo (tercero fue el candidato a la reelección Amir Péretz y cuarto el exministro Ophir Pines-Paz). El 12 de junio derrota a Ayalon por estrecho margen, y se convierte de nuevo en líder del Partido Laborista de Israel, constituyéndose en el sucesor de Peretz como Ministro de Defensa. En 2011, se separó del partido que él mismo lideraba para formar un nuevo partido político, llamado Ha'Atzma'ut ("Independencia").
Ehud Barak es Miembro Honorario de la Fundación Internacional Raoul Wallenberg.